# Pietism

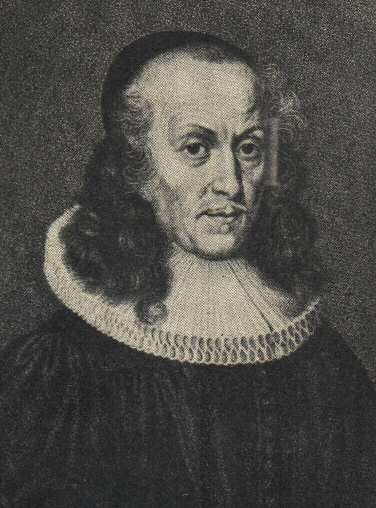
Philipp Jakob Spener, cunoscut ca „Tatăl pietismului.”

Pietism (în franceză piétisme) este o doctrină ascetică protestantă, apărută în Germania secolului al XVII-lea, care susține respectarea riguroasă a practicilor religioase și pietatea. 
În pietism, legătura dintre credincios și Dumnezeu se face direct, fără intermediari.
Martin Luther a introdus noțiunea separării vieții obișnuite a oamenilor, de viața spirituală. În separarea bisericii de stat trebuie văzută originea pietismului protestant, care s-a definit ca o compartimentare a vieții, astfel ca, într-un fel să fie tratate chestiunile lumești, și într-altul viața spirituală. Pietismul reprezintă o concentrare pentru cultivarea vieții spirituale lăuntrice și retragerea din sfera publică, apreciată a fi un mediu păcătos, dominat de rău.
Pietismul a apărut ca o reacție la tendința laicizantă a calvinismului și luteranismului, susținând că trebuie să se pună mai mult accentul pe viața creștină decât pe doctrină, să existe mai multă pietate decât știință, mai multă iubire între oameni prin participarea laicilor la operele de binefacere și o mai bună cunoaștere a Bibliei, care trebuie să devină o lectură de fiecare zi. Unele exagerări ale unor grupări pietiste, îndreptate spre rigorism moral și de comportament, au discreditat parțial mișcarea pietistă, dar nu au împiedicat răspândirea ei în Germania, Anglia și America, unde a dat naștere Metodismului, caracterizat prin îndemnul „mânuiește-ți sufletul și încă chiar acum, în ceasul acesta“, punând un mare accent pe pocăință.

## Vezi și
- Philipp Spener
- Quietism⁠(fr)[traduceți]